# Hannes Huber
Hannes Huber (* 21. Februar 2000 in Ried im Innkreis) ist ein österreichischer Fußballspieler.

## Karriere
Huber begann seine Karriere bei der SV Ried. In Ried durchlief er von 2014 bis 2018 auch sämtliche Altersstufen in der Akademie. Zur Saison 2018/19 rückte er in den Kader der Amateure der Rieder. In seiner ersten Saison für Ried II kam er zu 22 Einsätzen in der OÖ Liga, in denen er drei Tore erzielte. Zu Saisonende stieg er mit den Jungen Wikingern in die Regionalliga auf. Sein erstes Spiel in der dritthöchsten Spielklasse absolvierte er im Juli 2019 gegen die Union Gurten. Bis zum Abbruch der Saison 2019/20 kam er zu elf Einsätzen in der Regionalliga.
Zur Saison 2020/21 wechselte Huber zum Zweitligisten FC Blau-Weiß Linz, bei dem er einen bis Juni 2022 laufenden Vertrag erhielt. Sein Debüt in der 2. Liga gab er im September 2020, als er am ersten Spieltag jener Saison gegen den SK Austria Klagenfurt in der 73. Minute für Michael Brandner eingewechselt wurde. Insgesamt kam er für Linz in zwei Spielzeiten zu 29 Zweitligaeinsätzen. Nach der Saison 2021/22 verließ er Blau-Weiß und wechselte zum Regionalligisten WSC Hertha Wels. Zur Saison 2023/24 ging Hertha Wels eine Spielgemeinschaft mit dem Stadtrivalen FC Wels ein und firmierte in jener Saison als SPG Wels. Zur Saison 2024/25 fusionierten die beiden Teams, die Hertha trägt seither den Namen FC Hertha Wels. Für Wels kam er zu 78 Regionalligaeinsätzen, ehe er mit dem Team 2025 als Meister in die 2. Liga aufstieg. Nach dem Aufstieg verließ er die Hertha.
Zur Saison 2025/26 wechselte er anschließend zu Regionalligist SV Wallern.